# نیروی محرکه در موتور
روش‌های تولید نیروی محرکه در موتورهای جت:

## کانال‌های آیرودینامیک
دو نوع کانال آیرو دینامیک وجود دارد کانال واگرا و همگرا کانال همگرا کانالی است که دهانهٔ ورودی گشادتر از دهانه خروجی آن است. این کانال برای جریان‌های هوا با سرعت بالای صوت دارد.
اگر جریان هوایی با سرعت زیر صوت وارد کانال همگرا شود در خروجی که دهانه تنگ‌تر استطبق قانون برنولی سرعتش زیاد و فشارش کم می‌گردد. چنانچه جریان هوا با سرعت بالای سرعت صوت وارد کانال شود در دهانه خروجی سرعتش کاهش یافته و فشارش زیادتر گردد از اعتبار قانون برنولی کاسته می‌شود و عکس آن اتفاق می‌افتد. در کانال واگر وضع جریان هوا به گونه دیگری است و آنچه که صورت می‌پذیرد عکس اتفاقاتی است که در کانال همگرا انجام می‌گیرد؛ یعنی اگر جریان هوایی با سرعتی کمتر از سرعت صوت وارد کانال شود در دهانهٔ خروجی سرعت کم شده و بر فشار افزوده می‌شود. اگر سرعت جریان هوای ورودی بیشتر از سرعت صوت باشد در دهانه خروجی سرعت زیاد شده و از فشار کاسته می‌شود.
به این ترتیب از کانال‌های همگرا و واگرا جهت تبدیل انرژی استفاده می‌شود؛ یعنی اگر بخواهیم انرژی سینتیک تبدیل کنیم از کانال همگرا استفاده می‌شود و اگر بخواهیم انرژی جنبشی یا سینتیک را به انرژی فشاری تبدی کنیم از کانال واگرا استفاده می‌کنیم.

## موتور رم جت
موتور رم جت موتوهای جت بدون قطعه گردنده بوده که از دو کانال واگرا و همگرا تشکیل شده‌است. ورودی آن کانال واگرا و خروجی آن کانال همگرا است. به این موتورها کلاً موتورهای ترمودینامیکی هوایی گفته می‌شود زیرا در این موتورها هوا با سوخت مخلوط شده و پس از احتراق با سرعت از دهانهٔ خروجی خارج شده و سبب جلو رفتن دستگاه می‌شود.
برای تولید تیروی محرکه توسط این موتور باید آن را در هوا حرکت داد. با حرکت موتور هوا مقدار هوا از دهانهٔ ورودی وارد کانال واگرا شده و فشارش در قسمت واگرا شده بالا می‌رود در همان حال سوخت از سوخت پاش‌ها به داخل هوای فشرده پاشیده وبا هوا ترکیب و سوخته می‌شود تا کل انرژی با سرعت از دهانهٔ خروجی خارج گردد. این عمل عکس‌العمل دارد که سبب جلو رفتن موتور می‌گردد.
یکی از عیب‌های موتور رم جت این است که در حالت سکون روشن نمی‌شود و باید آن را به هوا برد. عیب دیگر این موتور آن است که مصرف سوختش زیاد بوده و به همین علت از آن‌ها به عنوان موتور اصلی هواپیما استفاده نمی‌شود. این موتور را زیر بال یا بدنه هواپیما سوار کرده موتورهای اصلی روی باند می‌دود. در چنین شرایطی موتور رم جت روشن و سبب افزایش نیروی جلوروندگی هواپیما سریع تر از زمین کنده می‌شود.

### موارد استفاده
از رم جت به عنوان پس سوز موتور اصلی استفاده شده و آن را در انتهای موتورهای توربوجت هواپیماهای جنگنده نصب می‌کنند. این موتور را خالان در ارتفاع بالا روشن می‌کند تا بتواند به کمک با سرعت بیشتر از سرعت صوت پرواز کند.

## پالس جت
از دیگر موتورهای جت بدون قطعه گردنده «پالس جت» است که از اصول احتراق متناوب پیروی می‌کند و به همین خاطر می‌توان آن را در حالت سکون روشن کرد.
این موتور همانند موتور رم جت از دو کانال آیرودینامیکی ساخته شده قسمت ورودی آن کانال واگرا و خروجی آن را کانال همگرا تشکیل می‌دهد اما به علت فشار زیادی که باید متحمل شود به بدنه بسیار محکم تری نیاز دارد و در دهانه ورودی آن دریچه‌هایی تعبیه شده‌اند که در حالت باز تحت تأثیر فنر قرار دارند. وقتی دریچه‌ها باز هستند هوا از طریق این دریچه‌ها وارد کانال واگرا شده فشارش بالا رفته با سوختی که از سوخت پاش‌ها تزریق می‌شود مخلوط گشته شمع جرقه زده و می‌سوزد. در چنین حالتی در اثر سوختن فشار گازها از دهانه خروجی یک حالت مکش به وجود می‌آید که باعث باز شدن مجدد دریچه‌ها که تحت تأثیر درجه حرارت زیاد قرار دارند ضمن سنگین تر کردن وزن موتور احتیاج به تعمیر و نگهداری آن‌ها نسبت به رم جت بیشتر می‌کند.
گفتی اینکه شمع در موتورهای جت فقط یک بار آن هم در موقع روشن کردن موتور جرقه می‌زند و پس از روشن شدن محفظه احتراق دیگر نیازی به جرقه زدن شمع نیست زیرا چرخه کار موتور جت پیوسته‌است.
کاربرد موتور «پالس جت» عبارتند از: سریع بلند شدن هواپیما از زمین، تأمین نیروی محرکه هدف‌های پرنده، چرخش پروانه‌های هلی کوپتر و پس سوز موتور تور بو جت یا موتور توربین دار گازی.

## موتور موشک
گرچه موتور موشک یک موتور جت است اما اختلاف عمده‌ای با موتور جت دارد بدین معنی که به جای هوای اتمسفر از سوخت‌هایی استفاده می‌کند که اکسیژن لازم را در خود دارند یا اکسیژن را باخود حمل می‌کنند بنابراین موتور راکت را قادر می‌سازد که در خارج از جو هم پرواز کند.

## موتورهای جت با قطعه گردنده
موتورهای توربین دار در ارتفاعات کم نیروی رانش یا کشش کافی تولید می‌کنند کاری که به خاطر ضعف ذاتی موتورهای رم جت پالس جت و موتورهای راکت از آن‌ها استفاده نمی‌شود. موتور جت گردان همانگونه که از نامش پیداست دارای قطعات گردنده‌ای
چون توربین است که کمپرسور را می‌چرخانداز همین رو می‌تواند در ارتفاعات کم نیروی رانش یا کشش کافی تولید کند.
با چرخش کمپرسور هوای اتمسفر متراکم شده و وارد محفظه احتراق می‌گردد سپس مقداری از آن (حدودا ۲۵ درصد) با سوخت مخلوط شده و می‌سوزد. (علت اینکه همه هوا را نمی‌سوزانیم این است که حدوداً ۷۵ درصد از آن صرف خنک شدن محفظه احتراق
و گازها می‌گردد) حاصل این سوختن تولید گاز با سرعت زیاد است که می‌تواند به سرعت زیاد است که می‌تواند یه ۱۴۰۰ مایل بر ساعت یا ۲۲۴۰ کیلومتر برسد. در مسیر راه این گاز توسط توربین قرار دارد تا مقداری از انرژی این گاز توسط توربین جهت ایجاد چرخش متراکم‌کننده گرفته شود و بقیه با سرعت زیاد از دهانه خروجی خارج شده که عکس‌العمل آن نیروی کشش یا نیروی رانش است.

## تشریح موتور توربین دار گازی
موتورهای توربین گازی را بر اساس کمپرسوری (متراکم کننده) که به خدمت می‌گیرند می‌توان به دو دسته تقسیم کرد:موتورهای با متراکم‌کننده گریز از مرکز، موتورهای با متراکم‌کننده محوری. ضریب تراکم بالا باعث می‌شود که عمل احتراق به‌طور کامل تر صورت پذیرد مصرف سوخت کم می‌شود و راندمان بالا رود. متراکم‌کننده تصویر از نوع گریز از مرکز یک مرحله‌ای است که هوا را از دو طرف دریافت می‌کند و به عنوان موتور توربوجت یا موتور توربین دار گازی که صد در صد نیروی رانش و جلوروندگی آن توسط عکس‌العمل گازهای اگزوز تأمین می‌شود شناخته شده‌است.
موتور تربو جت با ملخ ترکیب شده‌است به این موتورها جت ملخ دار گفته می‌شود. متراکم‌کننده این موتور هم از نوع گریز از مرکزی که هوا را از یک طرف دریافت می‌کند ولی دو مرحله متراکم‌کننده دارد.
نام این موتور دارت است. در چنین موتورهایی ۹۰ درصد نیروی رانش یا کشش توسط ملخ تأمین می‌گردد و بقیه که به آن نیروی کشش اندک یا نا چیز گفته می‌شود توسط عکس‌العمل گازهای اگزوز تأمین می‌گردد.
موتورهای توربین دار گازی که به متراکم‌کننده محوری مجهزند مصرف سوخت کم و کارایی بالاتری را نسبت به متراکم کننده‌های گریز از مرکز دارند.

### شیوهٔ عملکرد
موتور تور بوجت بای پاس که دارای دو متراکم‌کننده از نوع محوری است. شایان توجه‌است این دو متراکم‌کننده جدا از یکدیگر و با توربین‌های مجزا می‌چرخند. مقداری از هوای متراکم‌کننده با فشار کم همانند ملخ عمل می‌کند و عکس‌العمل خروج همین مقدار هم سبب تولید مقداری نیروی رانش می‌گردد.
مقدار هوایی که متراکم‌کننده با فشار کم از مجرای فرعی عبور می‌دهد بین ۲۵ تا ۳۰ درصد است به همین علت این موتور با نسبت هوای بای پس شده کم است. این موتور برای هواپیماهای مسافربری قدیمی استفاده می‌شود. در کشورهای پیشرفته دیگر این موتورها کاربردی ندارد و از رده خارج شده‌اند.
موتور مدرن سه شفته این موتور سه شیفته دارای سه محور جدا از هم است که هر کدام با توربین مجزای خود می‌چرخند. این موتور فن یا پروانه بزرگی در قسمت جلو است که مقداری زیادی هوا (بین ۷۵ تا ۸۰ درصد) را از مجرای فرعی عبور می‌دهد و نیروی کشش خارق‌العاده‌ای را تولید می‌کند. مصرف سوخت این موتور تسبت به موتور جت توربین دار مشابه (که همین نیروی کشش یا رانشرا تولید می‌کند) و صدای تولید شده از این موتور بسیار کم زیرا سرعت گازهای خروجی چون انرژی قابل توجهی از آن‌ها توسط توربین‌ها گرفته می‌شود پایین است. نسبت هوایی که توسط این موتور از مجرای فرعی عبور می‌کند زیاد است به همین علت به آن موتور با نسبت هوای بای می‌گویند.

## کارایی انواع موتورهای توربین دار
در سرعت‌های زیر حدوداً ۴۵۰ مایل در ساعت راندمان حرکتی موتور جت توربین دار که همان جت است کمتر از موتور جن ملخ دار بوده زیرا راندمان حرکتی به نسبت زیادی به سرعت جلو و روندگی وابسته‌است بنابراین موتورهای جت خالص برای
سرعت‌های زیاد مناسب هستند. کارایی ملخ در سرعت‌های بالای ۳۵۰ مایل در ساعات به علت به هم خوردن جریان آرام هوا اطراف نوک ملخ رو به کاهش می‌گذارد. با ملخ نمی‌توان بالاتر از ۴۵۰ مایل در ساعت پرواز زیرا بالاتر از سرعت ۴۵۰ مایل در ساعت نوک ملخ به سرعت صوت می‌رسد و امواج ضربه‌ای حاصل تکه‌تکه شدن آن و حتی سوختن ملخ می‌شود بنابراین برای پرواز با سرعتهایی زیر سرعت صوت که سرعرتی است کمتر از ۵/۰ ماخ یا حداکثر ۵/۰ ماخ (ماخ عبارت است از سرعت هواپیما تقسیم بر سرعت صوت) بهتر است که از موتور ملخ دار (منظور موتور جتی است با ملخ ترکیب شده) استفاده شود.
مزایای موتور جت ملخ دار را تا حدودی می‌توان در موتور در موتورهای بای پاس فن کانال دار بای پس و ترکیب ملخ و فن جستوجو کرد چون این موتورها با هوای زیادی درگیر هستند؛ بنابراین اگر بخواهیم با سرعت‌هایی بالاتر از ۴۵۰ مایل در ساعات پرواز کنیم بهتر است از موتورهای بای پس فن دار و ترکیب ملخ و فن استفاده کنیم.

## ترکیب موتور توربین دار گازی با رم جت یا توربو/ رم جت
با موتور توربو جت یا موتور توربین دار گازی نمی‌توان با سرعت صوت یا بیشتر از سرعت صوترواز کرد. برای شکستن دیواره صوتی و گذشتن از سرعت صوت باید توربو جت را با موتور رم جت یا موتور راکت ترکیب کرد.
برای ترکیب این دو موتور موتور رم جت را پشت موتور توبین دار گازی یا توربوجت حدوداً ۲۵ درصد هوا یا دقیقاً ۲۸ درصد هوای خروجی از متراکم‌کننده در محفظه احتراق می‌گردد. چون فلز محفظه احتراق قادر به تحمل درجه حرارت بالا(۲۵۰۰ درجه سانتی گراد) برای مدت زمان زیاد نیست؛ بنابراین در گازهای خروجی از موتور جت ۷۲ درصدهوای نسوخته وجود دارد که
می‌توان دوباره آن را در رم جت سوزانده و نیروی رانش یا کشش را افزایش داد.
یکی از کاربردهای موتور رم جت در استفاده از پس سوز است؛ بنابراین موتور رم جت که عقب موتور اصلی یا موتور توربین دار گازی نصب می‌شود تابتوان دیواره صوتی را پشت سر گذاشت و از سرعت صوت تجاوز کرد.
معمولاً امروزه سرعت هواپیماهایی را که سرعتشان بالاست با عدد ماخ می‌سنجند. «ماخ» دانشمند آلمانی برای اولین بار عدد ماخ را مطرح کرد که که بدین صورت تعریفمی شود:
عدد ماخ=سرعت هواپیما تقسیم بر سرعت صوت محیط
بنابراین ملاحظه می‌کنید اگر سرعت هواپیما برابر با سرعت صوت باشد سرعتش یک ماخ است.
موتوری که بس سوز یا رم جت از این موتور در جهترواز تا حداکثر ۳ ماخ یعنی سه برابر سرعت صوت استفاده می‌شود و ترکیب این دو موتور کارایی خوبی در عددهای ماخ بالا دارد.
موتور به وسیله کانالی احاطه شده که در جلو دهانه را به صورت دهانه‌ای متغیر درآورده دهانه خروجی هم به صورت متغیر دیده می‌شود. در سرعت‌های زیر سرعت‌های زیر سرعت صوت دهانه به صورت واگرا در می‌آید تا فشار را بیشتر کند. در سرعت‌های بالای سرعت صوت دهانه ورودی در می‌آیید تا باز سرعت را کم کرده و به فشار بیافزاید. به‌طور کلی هر چه سرعت زیادتر شود این کانال به سمت همگرا شدن بیشتر میل می‌کند.
در دهانه خروجی هم اتفاقی رخ می‌دهد یعنی زمانی که موتور زیر سرعت صوت پرواز می‌کند دهانه خروجی گاز به صورت به صورت همگرا بوده‌است. اما زمانی که سرعت بیشتر از سرعت صوت می‌شود این دهانه تغییر وضعیت داده و به تصویر دهانه یا کانال واگرا در می‌آید.
هنگام بلند شدن و در زمانی که خلبات شتاب می‌دهد موتور همانند یک موتور توربوجت یا موتور توربین دار گازی معمولی عمل می‌کند یا پس سوز خاموش در دیگر شرایط پروازی تا حدود سرعت صوت پس سوز عملاً خاموش و بی تأثیر است. اما برای
پشت سر گذاشتن سرعت صوت خلبان باید پس سوز را روشن کند تا بتواند از سرعت صوت بگذرد.
با شتاب گرفتن هواپیما و تزدیک شدن سرعت به ۳ برابر سرعت صوت یا ۳ ماخ تیغه‌ها هدایت‌کننده هوا که در دهانه ورودی قرار دارند راه ورود هوا را به متراکم‌کننده موتور توربین دار گزی می‌بندند و موتور توربین دار گازی می‌بندند و موتور توربین دار گازی عملاً از کار می‌افتد و هوا از کانال مستقیماً وارد رم جت که پس سوز است می‌گردد. این موتور برای هواپیماهایی که به سرعت زیادی نیاز دارند مناسب است هواپیماهایی که در پرواز به حدود ۳ ماخ سرعت نیاز دارند.

## ترکیب موتور توربین دار گازی یا توربوجت با موتور راکت یا توربوراکت
یک موتور توربوراکت که ترکیبی از موتور توربوجت با موتورراکت است. این موتور را می‌توان به جای موتور توربورم جت استفاده یا جایگزین آن کرد. اما این موتور با موتور توربو رم جت یک اختلاف اساسی دارد و آن اینکه موتور توربوراکت اکسیژن لازم خود را جهت تأمین عمل احتراق در موتور راکت با خود به همراه دارد در حالی که در موتور توربو رم جت از هوای اتمسفر برای انجام احتراق استفاده می‌شد.
شایان توجه‌است از موتور راکت نیز می‌توان به عنوان پس سوز استفاده کرد اما به دلیل اینکه باید اکسیژن لازم را با خود ببرد و مصرف سوختش بسیار بالاست معمولاً استفاده نمی‌شود.
موتور توربوجت یا موتور توربین دار گازی دارای متراکم کننده‌ای است که فشار کمی تولید می‌کند. این متراکم‌کننده با فشار کم توسط مجموعه‌ای توربین که در واقع ۴ مرحله توربین است می‌چرخد.
نیروی لازم جهت چرخش این توربین‌ها توسط گازهای حاصله که از ترکیب نفت و اکسیژن مایع در موتورراکت بسیار بالا و حدوداً ۳۵۰۰ درجه سانتی گراد است و توربین‌ها تحمل چنین درجه حرارتی ندارند لذا نیروی سوخت وارده به موتور راکت بیشتر از حد معمول است. (در اصطلاح علمی سوت غنی است) از این سوخت اضافه جهت خنک کردن گازها برای برخورد به توبین‌ها با استفاده می‌شود؛ بنابراین گازها قبل از برخورد به توربین‌ها با سوخت اضافه درجه حرارتش جهت برخورد به توربین‌ها مناسب می‌گردد. این گازها به توربین‌ها برخورد کرده و آن‌ها را می‌چرخانند چرخش این توربین‌ها با هوای خروجی از متراکم‌کننده منتقل شده و آن را می‌چرخاند. گازها در حین برخورد به توربین‌ها با هوای خروجی از متراکم‌کننده با فشار کم می‌سوزد و نیروی کشش یا رانش قابل توجهی تولید می‌کند.
گر چه موتور تورراکت از موتور توربو رم جت به مراتب سبکتر بوده اما موتور توربوراکت مصرف سوختش بسیار بالاست.
از این موتورها (موتور توربوراکت) جهت هواپیماهای پرتاب شونده به فضا پرتاب می‌شوند سرعت زیادی دارند کارایی آن‌ها در ارتفاعات بالا زیاد بوده و معمولاً طرح پروازی آن‌ها کلاً شتابی است و زمان کوتاهی کار می‌کنند.